# 국제한국언어학회
국제한국언어학회(國際韓國言語學會, International Circle of Korean Linguistics, ICKL)는 한국어와 언어학 분야에서 의사 소통의 촉진, 또 이에 대한 정보의 전달, 지식의 증진에 기여하는 학술 단체이다. 1975년 10월 20일에 창립되었다. "Korean Linguistics"라는 이름의 저널을 출판한다.
이 언어학회는 2년에 한 번씩 전 세계적으로 여러 지역에서 모임을 갖는다. 최근의 모임은 다음과 같다:
- 2008년: Ithaca, New York, USA
- 2006년: Guadalajara, Mexico
- 2004년: Çolakli, Turkey
- 2002년: Oslo, Norway
- 2000년: Prague, Czech Republic
- 1998년: Honolulu, Hawai'i, USA
- 1996년: Brisbane, Australia
- 1994년: London, United Kingdom
- 1992년: Washington, DC, USA
- 1990년: Osaka, Japan
- 1988년: Toronto, Canada

## 같이 보기
- 언어학